# 阿爾古塔 (阿拉巴馬州)
阿爾古塔（英語：Arguta）是一個位於美國阿拉巴馬州戴爾縣的非建制地區。該地的面積和人口皆未知。

## 地理
阿爾古塔的座標為31°34′10″N 85°35′43″W / 31.56944°N 85.59527°W，而該地最高點為海拔高度138米（即453英尺）。